# High Buston
High Buston är en ort i civil parish Alnmouth, i grevskapet Northumberland i England. Orten är belägen 6 km från Alnwick. High Buston var en civil parish 1866–1955 när det uppgick i Alnmouth. Civil parish hade 55 invånare år 1951.